# 公子履
公子履（?—?），春秋时期蔡国的公子。蔡文侯想归附晋国，没有成功。前553年，公子燮想继承蔡文侯归附晋国，被蔡国人所杀，公子履作为公子燮的同母弟弟，出奔楚国。